# Hemerobius radialis
Hemerobius radialis är en insektsart som beskrevs av Nakahara 1956. Hemerobius radialis ingår i släktet Hemerobius och familjen florsländor. Inga underarter finns listade i Catalogue of Life.